# Edward Crump

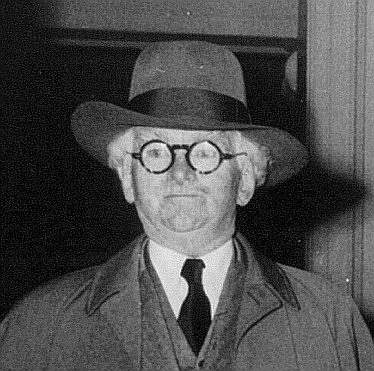
Edward Crump (etwa 1945)

Edward Hull Crump (* 2. Oktober 1874 in Holly Springs, Marshall County, Mississippi; † 16. Oktober 1954 in Memphis, Tennessee) war ein US-amerikanischer Unternehmer und Politiker. Obwohl er niemals Gouverneur von Tennessee war, bestimmte er mit Hilfe seiner Wirtschaftsmacht Jahrzehntelang die Vorgänge dieses Bundesstaates.

## Leben und Wirken

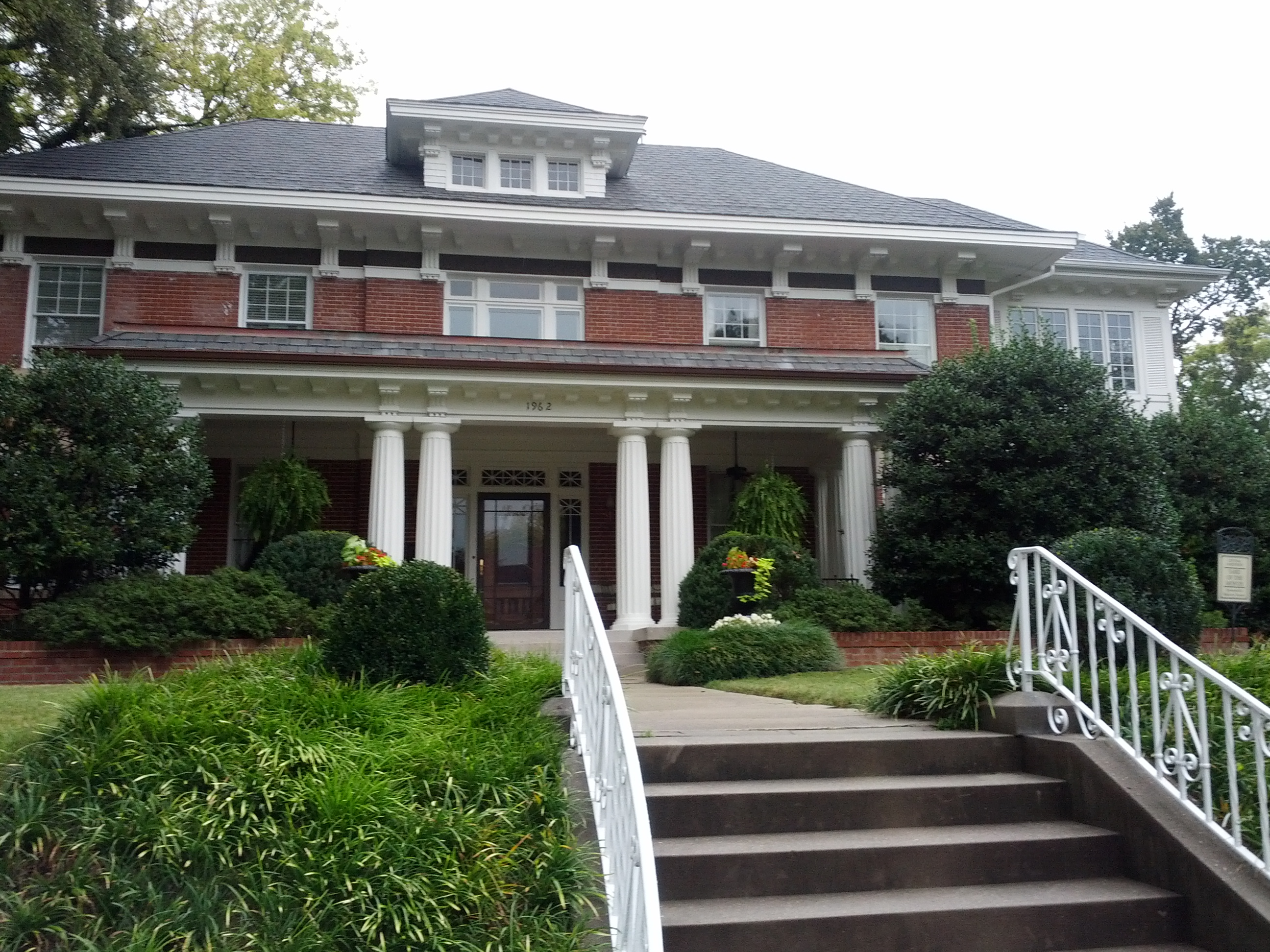
E.H. Crump House in Memphis Tennessee – erbaut 1909

Geboren und aufgewachsen in Holly Springs, Mississippi, zog er im Jahr 1892 nach Memphis und wurde dort ein erfolgreicher Geschäftsmann. Er begann mit dem Verkaufen von Versicherungen und machte sich schnell in der Stadt einen Namen. Er bekleidete mehrere Ämter der Stadt und wurde auch mehrmals zur Democratic National Convention gesandt. Im Jahr 1910 folgte dann die Wahl zum Bürgermeister von Memphis. Er begann zu Anfang dieses Jahrzehnts sich mit Hilfe seiner Kontakte einen Klientelismus aufzubauen, der einen Einfluss auf ganz Tennessee ausübte. Er benutzte die zwei Minderheitsgruppen Tennessees, die Schwarzen und die Republikaner, um seinen Einfluss hoch zu halten. So unterstützte er die Schwarzen und sicherte sich deren Stimmen; ebenso fanden die Republikaner es notwendig, sich mit Crump zu verbinden, um ihre Ziele zu erreichen, da sie zahlenmäßig stark unterlegen waren und nur mit Crumps Hilfe eigene Sachen durchsetzen konnten. Auf diese Weise beeinflusste Crump fast ein halbes Jahrhundert lang die Politik Tennessees. Er brachte Gouverneure an die Macht, und wenn die sich gegen seine Interessen richteten, brachte er sie wieder zu Fall, wie Harry Hill McAlister, der als Gouverneur von Tennessee die Mehrwertsteuer einführen und die Prohibition nicht abschaffen wollte. Crump sah seine Interessen gefährdet und brachte bei der Wahl 1936 Gordon Browning an die Macht. Die meiste Zeit, bis auf die Zeit als Bürgermeister 1910 bis 1915, zog Crump aus dem Hintergrund die Fäden. Erst im Jahr 1930 stellte er sich bei der Wahl zum US-Repräsentantenhaus auf und gewann diese. Von 1931 bis 1935 war er demokratischer Abgeordneter Tennessees im Kongress. Im Jahr 1940 war er noch einmal Bürgermeister von Memphis.

## Ende der Macht
Crumps Einfluss begann in den späten 1940er Jahren zu schwinden, als zwei seiner Gegner die Wahlen gewinnen konnten: zum einen sein ehemaliger Verbündeter Gordon Browning, der mittlerweile mit Crump zerstritten war und bei seiner zweiten Amtszeit Crumps Schützling Jim Nance McCord besiegen konnte; außerdem der Senator Estes Kefauver, der eine Politik verfolgte, die gegen private Machthaber wie Crump gerichtet war. Für den Rest seines Lebens war Crumps Macht auf Memphis beschränkt. Ein weiterer Wendepunkt war die Wahlniederlage seines langjährigen Schützlings Kenneth McKellar gegen Albert Gore Sr. bei der Senatswahl 1952. Crump starb zwei Jahre später und wurde auf dem Memphis’ Elmwood Cemetery begraben.

## Wirkungen

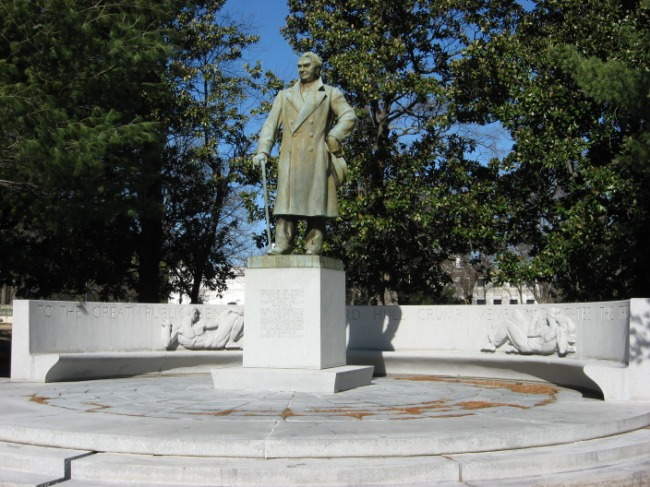
Denkmal für Edward Crump im Overton Park in Memphis, Tennessee

Crumps Wirkung auf die Stadt Memphis ist noch heute feststellbar. Er hat die Feuerwehr stark unterstützt, die für viele Jahre zu den besten im Lande zählte und immer noch hoch angesehen ist. Er hielt eine getrennte Verwaltung der städtischen Gesellschaften für ineffizient, heute gehört die Memphis Division of Light, Gas, & Water zu den größten Anbietern kommunaler Dienstleistungen in den Vereinigten Staaten. Auch der Schallschutz stand auf seiner Agenda, die Stadt erhielt eine der strengsten Schallschutzverordnungen. Er gehörte zu den frühen Befürwortern einer Sicherheitsinspektion für Autos, Alle in Memphis registrierten Kraftfahrzeuge müssen jährlich überprüft werden.

## Ehrungen
In der Stadt Memphis sind das Crump-Stadion und der Crump-Boulevard nach ihm benannt worden.